# Ciutat de Westminster
|  | Per al centre històric del districte, vegeu Ciutat de Westminster Centre |

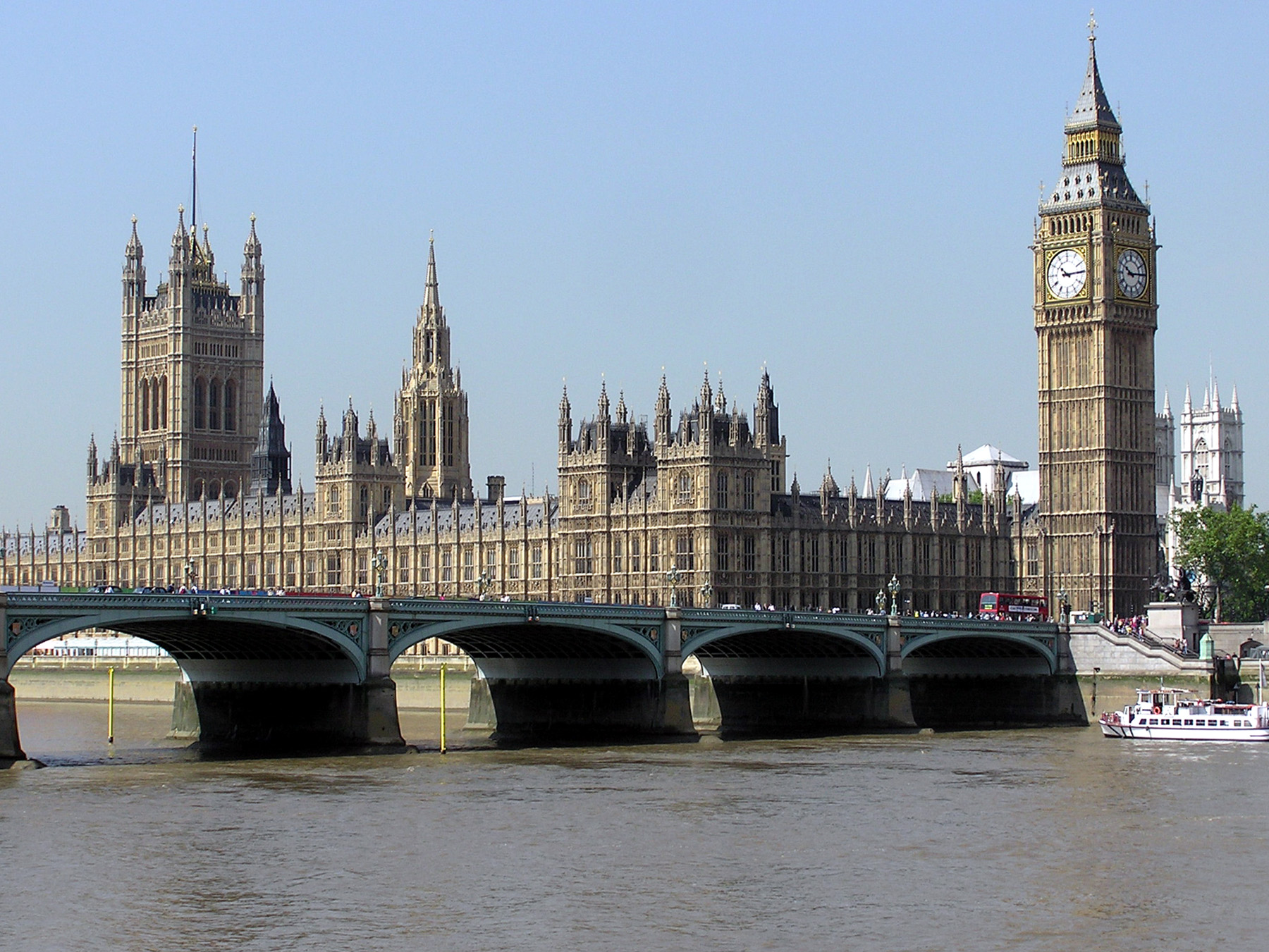
Les Cambres del Parlament, a prop del Pont de Westminster.

La Ciutat de Westminster (en anglès City of Westminster) és un dels 32 municipis del Gran Londres amb estatus de ciutat. Es troba a l'oest de la Ciutat de Londres i al nord del riu Tàmesi i forma part de l'Interior del Gran Londres (l'Exterior del Gran Londres és la part més perifèrica, però no queda a l'exterior).
La ciutat conté la majoria del West End londinenc i és la seu del Govern del Regne Unit, amb el Palau de Westminster, el Palau de Buckingham, Whitehall i els Reials Tribunals de Justícia.
El 1965 es va crear aquesta ciutat del Gran Londres, però a partir de les àrees de Saint Marylebone, Paddington i el petit municipi de Westminster. Per tant, la ciutat avui dia cobreix més territori que l'assentament original del municipi de Westminster.

## Barris

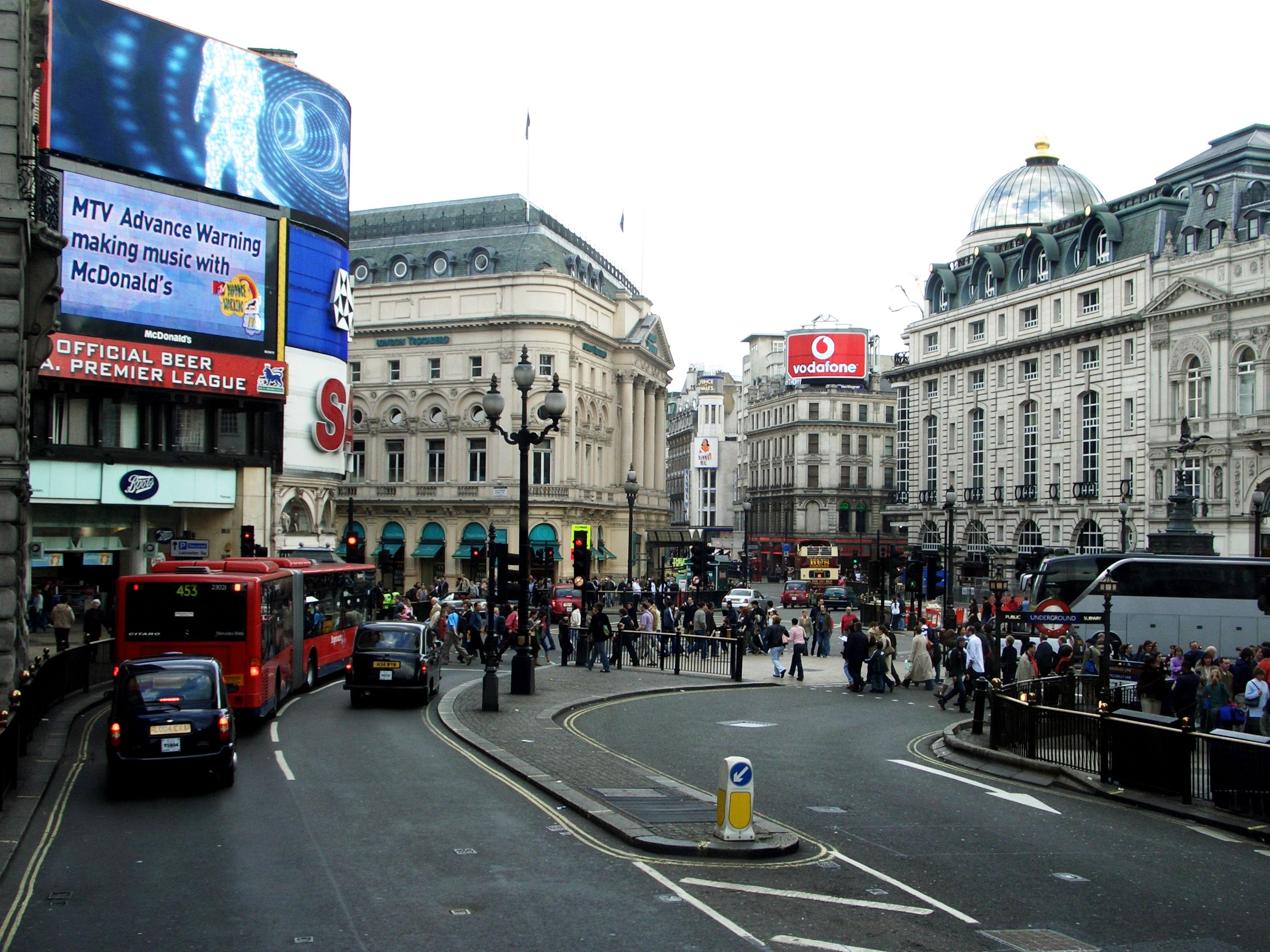
Piccadilly Circus, Soho, des de Regent Street

La Ciutat de Westminster està composta pels següents barris o districtes.
| - Bayswater - Belgravia - Covent Garden - Fitzrovia - Holborn - Hyde Park - Knightsbridge - Lisson Grove | - Maida Vale - Mayfair - Marylebone - Millbank - Paddington - Pimlico - Queen's Park | - St James's - St John's Wood - Soho, incloent Chinatown - "Theatreland" - Westbourne Green - West End - Ciutat de Westminster Centre |